# وقش (إسبانيا)
وَقَّشُ (بالإسبانية: Huecas)‏، هي بلدية بمقاطعة طليطلة بإسبانيا.